# لئون لای
لئون لای (انگلیسی: Leon Lai؛ زادهٔ ۱۱ دسامبر ۱۹۶۶) خواننده و هنرپیشه اهل هنگ کنگ است.
از فیلم‌هایی که وی در آن نقش داشته‌است، می‌توان به شکارچی شهر، مفتون ابدی، فرشتگان سقوط‌کرده، محافظان و آدمکش‌ها، یک ملکه و رزمندگان، تأسیس جمهوری، سه، انتقام سفید و بلوف شجاعانه اشاره کرد.